# Matt Mays
Pour les articles homonymes, voir Mays.
Matt Mays (10 août 1979 à Hamilton au Canada) est un chanteur, compositeur et guitariste canadien. Il est aussi le leader de la formation Matt Mays & El Torpedo, basée à Cole Harbour en Nouvelle-Écosse. Auparavant, Mays a fait partie de différents groupes à Charlottetown, Île-du-Prince-Édouard.

## Matt Mays & El Torpedo
Matt Mays & El Torpedo est composé de :
- Matt Mays - voix, guitare.
- Andy Patil - basse, voix.
- Jarrett Murphy - guitare, voix.
- Tim Baker - batterie.
- Rob Crowell - claviers, saxophone.

## When the Angels Make Contact
Le 7 novembre 2006, Matt Mays a lancé un troisième album, intitulé When the Angels Make Contact, qui devait au départ être la bande sonore d'un film qui aurait porté le même nom. Le long-métrage ne fut jamais tourné, mais une bande-annonce et une vidéo ont quand même été réalisées. Le clip pour la chanson « Time of Your Life (Until You're Dead) » a été tourné dans le quartier chinois de Toronto.

## Autres
- Matt Mays a été nommé pour des Prix Juno dans les catégories « meilleur nouvel artiste» et « album adulte-alternatif de l'année » en 2005.
- Il a remporté quatre prix aux East Coast Music Awards en 2006 : groupe de l'année, enregistrement rock de l'année, album de l'année (Matt Mays & El Torpedo), single de l'année (« Cocaine Cowgirl »).
- Matt Mays & El Torpedo ont participé aux festivals South by Southwest d'Austin en 2005 et Osheaga à Montréal, Québec, en 2006.
- En 2006, Matt Mays a coécrit et interprété avec Sam Roberts la pièce « Uprising Down Under » sur l'album Chemical City de ce dernier.

## Discographie
- Matt Mays (2002)
- Matt Mays & El Torpedo (2005)
- When the Angels Make Contact (2006)
- Matt Mays & El Torpedo (US with bonus DVD)  (2006)
- Terminal Romance (2008)
- Coyote (2012)
- Once Upon a Hell of a Time... (2017)
- Twice Upon a Hell of a Time... (2018) (Album acoustique)